# W.E.
W.E. je film Madonne, u kojemu glavne uloge tumače Abbie Cornish, Oscar Isaac, James D'Arcy i Andrea Riseborough. Sniman je na lokacijama u Londonu od 5. srpnja 2010., ali i u Francuskoj i Sjedinjenim Državama. Scenarij je zajedno s Madonnom napisao Alek Keshishian, koji je radio s njom i na Madonninom dokumentarnom filmu Truth or Dare (1991.).

## Radnja
Godina je 1936. u Engleskoj – Wallis Simpson, Amerikanka koja je zarobila srce kralja Eduarda VIII. Bila je u braku kada je upoznala Eduarda, tadašnjeg princa Walesa, a iza sebe je imala jedan brak. Za vrijeme kada je Eduard bio okrunjen za kralja, Crkva i premijer su mu govorili da ne može oženiti Wallis i postati kralj. Abdicirao je, odustao je od prijestolja zbog žene koju voli. Vjenčani i poznati kao vojvoda i vojvotkinja od Windsora, njihov su život mnogi doživljavali poput prave romanse stoljeća.
Godine je 1998. New York – Wally Winthrop, s problematičnom prošlosti odluči se zaposliti u aukcijskoj kući Sotheby's. Odustaje od posla zbog udaje s uspješnim psihijatrom, ali u braku je nesretna, dosadno joj je, frustirana je i često sama. Počinje slijediti svoju opsesiju za koju vjeruje da je posljednja romantična ljubavna priča, kraljevo abdiciranje s prijestolja zbog ljubavi prema Wallis Simpson. Kada je Wally otkrila da će se održati aukcija stvari vojvode i vojvotkinje od Windsora, nastavlja svoju zaluđenost i pokušava razumjeti tajnu velike ljubavi putem artefakata koji su nekada davno pripadali paru. Na Sotheby's aukciji Wally upoznaje Evgenija, ruskog zaštitara tajanstve prošlosti. Što je više zadubljena u ljubavnu priču Wallis i Edwarda, provodeći više vremena van braka, počinje se zaljubljivati.
W.E. putuje kroz vrijeme naprijed i unazad s Wally i Wallis, dvije krhke, ali odlučne žene čiji su životi nevjerojatno povezani. Međutim, kako priča ide dalje postaje očigledno da život Wallis Simspon nije tako savršen kako je Wally zamišljala.

## Produkcijske zasluge
- Producent filma: Colin Vaines
- Izvršni producenti: Kris Thykier
- Dizajner produkcije: Martin Childs
- Redatelj filmske fotografije: Hagen Bogdanski
- Dizajn kostima: Arianne Phillips
- Šminka i frizura: Jenny Shircore